# Eskiyapar
Eskiyapar ist ein Dorf im Bezirk Alaca der türkischen Provinz Çorum. Der Ort liegt sechs Kilometer westlich des Bezirkszentrums Alaca und etwa 65 Kilometer südwestlich der Provinzhauptstadt Çorum. Einen Kilometer südlich führt die Fernstraße D-190 von Sungurlu im Westen nach Zile im Osten vorbei. Im Norden liegt der Bergzug Elmalı Dağı, dahinter in einer Entfernung von etwa zehn Kilometern von Eskiyapar der Fundort Alaca Höyük.
Im Südosten des Ortes liegt der Siedlungshügel Eskiyapar Höyük, der von der frühen Bronzezeit bis zur römischen Epoche bewohnt war. Er birgt eine bedeutende hethitische Stadt und wird von einem Team der Universität Ankara ausgegraben.